# Kiazma
A kiazma (a görög kereszt szóból) azt a pontot jelöli, ahol a nem-testvérkromatidok kereszteződés közben összekapcsolódnak.
A meiózis profázisának (mely az első stádium) diplotén szakaszában a testvérkromatidok (egy-egy testvérkromatidpár) összekapcsolódnak egy fehérjekomplexum által. Ezeken a kapcsolódási pontokon történik meg a crossing over, azaz a DNS-szakaszok közötti átkereszteződés, mely alapeleme az evolúciós variabilitásnak. Egyes szerzők szerint ez a folyamat a pachitén szakaszban megy végbe. Amikor a tetrádok (a két kapcsolódó testvérkromatidpár) elválnak egymástól (diakinézis), akkor azok csak a crossing overt jelző pontokon tapadnak továbbra is össze, azok pedig a kiazmák.